# Big Mama
Big Mama   (Sant Quirze de Besora, 1963) és el nom artístic de Montserrat Pratdesaba Ribas, cantant catalana de blues periodista musical.

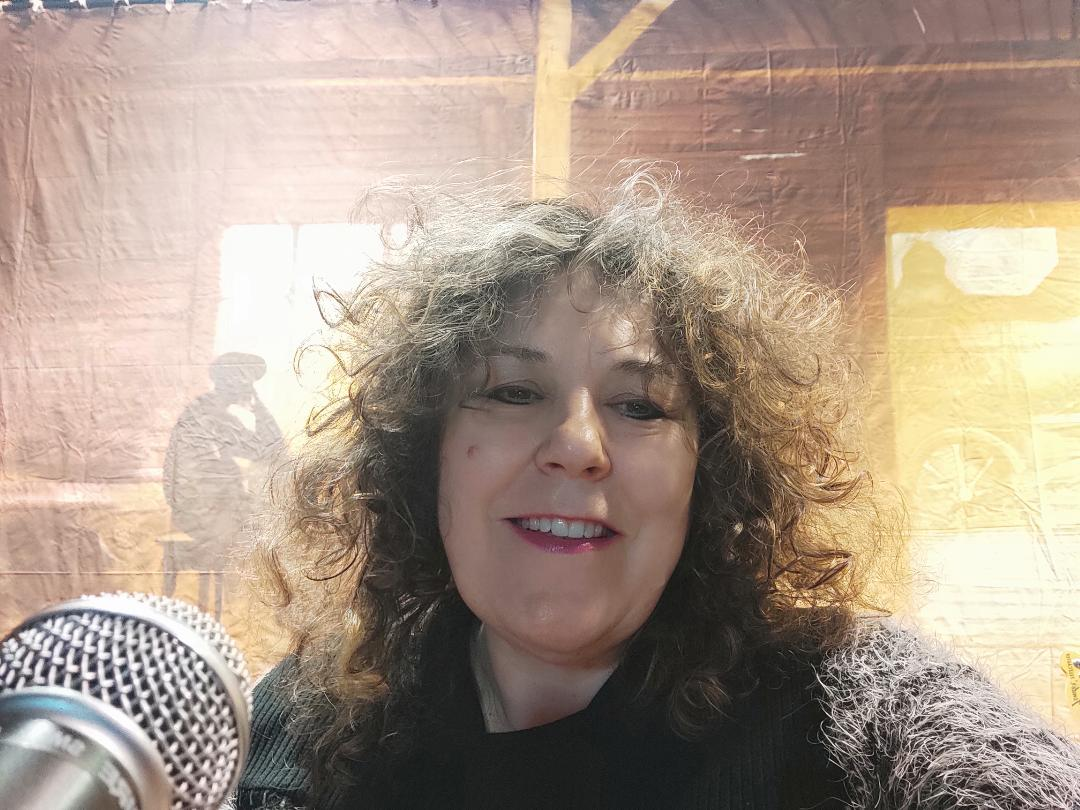
Big Mama Montse a l'escenari de l'activitat El Blues a l'Escola

Va començar a cantar l'any 1988 al local Cova del Drac i -després de gravar i publicar l'any 1990 una primera maqueta en format de caset titulat Blues Reunion 90 i de col·laborar el 1991 a l'enregistrament de Walking Blues, de l'Harmònica Coixa Blues Band- enregistrà un primer disc propi el 1992 (Blues, Blues, Blues!), acompanyada pel sextet The Blues Messengers. L'àlbum, però, no sortí al carrer fins al 1995. Entre el 1993 i 1998 va publicar quatre discos més: Big Mama & The Blues Messengers (1993, enregistrat en directe a La Boîte de Barcelona), El blues de la inflació (1994, amb Víctor Uris i Amadeu Casas), El blues de l'ombra blava (1996, amb Víctor Uris) i Ser o no ser (1998, amb Big Mama Electric Band). També va col·laborar en el disc Ragtime (1995) de La Vella Dixieland. Després ha seguit enregistrant discs propis i en col·laboracions.
El 2015, es presenta com a independent amb el número quinze de la coalició d'esquerres Catalunya Sí que es Pot a la llista de la circumscripció de Barcelona a les eleccions al Parlament de Catalunya.

## Discografia[4]
- 2018: Big Mama Montse & 30's Band Party Life (Autoproduït)
- 2019: Big Mama Montse .Band Seed of Love (Gaztelupeko-Hotsak)
- 2016: Big Mama Montse & Sister Marion Juke Joint Sessions (Autoproduït)
- 2014: Big Mama Montse & Sister Marion Real Women Blues (Autoproduït)
- 2013: Big Mama Montse & Original Jazz Orquestra del Taller de Músics Bluesin' the Jazz (Taller de Músics)
- 2013: Big Mama & Taller de Músics All Stars 25th Anniversary (Taller de Músics)
- 2012: Big Mama & The Crazy Blues Band Blues all over (Autoproduït)
- 2005: Big Mama Blues rooted (Discmedi)
- 2003: Big Mama & Joan Pau Cumellas En el nom de tots (Discmedi)
- 2001: Big Mama & Joan Pau Cumellas Stir the pot (Discmedi)
- 2000: Big Mama amb Joan Pau Cumellas i Miguel Talavera Tableau de blues (Discmedi)
- 1998: Big Mama Elèctric Band Ser o no ser (Discmedi)
- 1996: Big Mama & Víctor Uris El Blues de l'ombra blava (Discmedi)
- 1996: Big Mama & The Blues Messengers Blues, Blues, Blues! (Discmedi)
- 1995: La Vella Dixieland amb Big Mama i Josep Maria Farràs Ragtime (Discmedi)
- 1994: Big Mama amb Víctor Uris i Amadeu Casas El Blues de la Inflació (Discmedi)
- 1993: Big Mama & The Blues Messengers (Mas i Mas Records)
- 1991: Harmònica Coixa Blues Band Walking blues (Blau)